# Pocillopora molokensis
Espèce
Statut CITES
Pocillopora molokensis est une espèce de coraux appartenant à la famille des Pocilloporidae.